# Assoplasma
L'assoplasma è definito come il citoplasma all'interno dell'assone di un neurone. Assoni e dendriti contengono circa il 99,6% del citoplasma delle cellule ed il 99,7% di esso è nell'assone. L'assoplasma ha una diversa composizione rispetto a quella del corpo cellulare del neurone (soma) o nei dendriti. Nel trasporto assonale (noto anche come trasporto assoplasmico) i materiali vengono trasportati attraverso l'assoplasma da o verso il soma.
La resistenza elettrica dell'assoplasma, chiamata resistenza assoplasmatica, è uno degli aspetti delle proprietà di cavo dei neuroni, poiché determina la velocità a cui viaggia il potenziale d'azione attraverso un assone. Se l'assoplasma contiene molte molecole non conduttive, rallenterà la corsa del potenziale a causa del maggiore flusso di ioni attraverso l'assolemma (la membrana dell'assone).

## Struttura
L'assoplasma è composto da vari organelli ed elementi citoscheletrici, contiene un'alta concentrazione di mitocondri allungati, microfilamenti e microtubuli. L'assoplasma è privo di gran parte degli elementi cellulari (ribosomi e nucleo) necessari per trascrivere e tradurre proteine complesse. Di conseguenza, la maggior parte degli enzimi e le grandi proteine vengono trasportate dal soma attraverso l'assoplasma. Il trasporto assonale avviene tramite sistemi di trasporto veloce o lento. Il trasporto veloce coinvolge il contenuto vescicolare (come gli organelli), che viene spostato lungo i microtubuli da proteine motorie a una velocità di 50-400 mm al giorno. Il trasporto lento coinvolge le proteine solubili citosoliche e gli elementi citoscheletrici ad un ritmo di 0,02-0,1 mm al giorno. Il meccanismo del trasporto assonale lento rimane sconosciuto ma studi recenti hanno proposto che possa funzionare per mezzo di un'associazione transitoria con le vescicole del trasporto assonale veloce. Il trasporto assonale è responsabile della presenza della maggior parte degli organelli e delle proteine complesse nell'assoplasma, studi recenti hanno dimostrato che nell'assoplasma avvengono anche traduzioni, che sono possibili grazie alla presenza di mRNA e complessi proteici ribonucleari .
I meccanismi di proliferazione cellulare e i potenziali elettrici sono influenzati dal sistema di trasporto assonale lento. Il sistema di trasporto assonale veloce modifica la velocità dei potenziali elettrici attraverso l'assone. Il sistema di trasporto assonale veloce è in grado di funzionare senza un assolemma, il che implica che il potenziale elettrico non influenza il trasporto di materiali attraverso l'assone.

## Funzione

### Trasduzione del segnale
L'assoplasma ha la funzione di propagare il potenziale d'azione attraverso l'assone dei neuroni. La quantità di assoplasma dell'assone è importante perché il contenuto assoplasmatico determina la resistenza dell'assone al cambiamento. Gli elementi citoscheletrici che compongono l'assoplasma, i filamenti neurali e i microtubuli costituiscono la struttura fondamentale per il trasporto assonale che consente ai neurotrasmettitori di raggiungere la sinapsi. Inoltre, l'assoplasma contiene le vescicole pre-sinaptiche contenenti il neurotrasmettitore che vengono rilasciate nella fessura sinaptica.

### Rilevamento e riparazione dei danni
L'assoplasma contiene sia l'mRNA che le proteine ribonucleari richieste per la sintesi proteica assonale. La sintesi proteica assonale è parte integrante sia della rigenerazione neurale che delle risposte ai danni subiti dagli assoni. Quando un assone è danneggiato, la traslazione assonale e il trasporto assonale retrogrado sono necessari per trasmettere al soma il segnale che la cellula è danneggiata.

## Storia
L'assoplasma non era un obiettivo di ricerca neurologica fino all'avvento degli studi delle proprietà degli assoni giganti del calamaro. Gli assoni in generale erano molto difficili da studiare a causa della loro struttura ristretta e della vicinanza alle cellule gliali. Per risolvere questo problema vennero utilizzati gli assoni dei calamari, che hanno dimensioni relativamente grandi rispetto a quelli degli umani o di altri mammiferi. Questi assoni furono studiati al fine di comprendere meglio il meccanismo del potenziale di azione e ben presto l'assoplasma fu identificato come parte fondamentale nel processo. All'inizio si pensava che l'assoplasma fosse molto simile al citoplasma, ma poi si rese evidente la funzione di trasferimento di nutrienti e della conduzione del potenziale elettrico generato dai neuroni.
Poiché risulta difficile isolare gli assoni dalla mielina che li circonda, l'assone gigante del calamaro è il fulcro di molti studi sull'assoplasma.
L'assoplasma è diventato un modello per lo studio di varie funzioni di segnalazione e funzioni cellulari nell'ambito della ricerca su malattie neurologiche come l'Alzheimer, e l'Huntington. Il trasporto assonale rapido è cruciale in queste malattie vista la mancanza di materiali e sostanze nutritive che influenza la progressione dei disturbi neurologici.